# Chrismopteryx tepidata
Chrismopteryx tepidata är en fjärilsart som beskrevs av Achille Guenée 1856. Chrismopteryx tepidata ingår i släktet Chrismopteryx och familjen mätare. Inga underarter finns listade i Catalogue of Life.